# Малколм Доум
Малколм Доум (англ. Malcolm Dome, 1955 — 29 жовтня 2021) — британський музичний журналіст.
Кар'єра Доума розпочалася 1979 року, коли він став журналістом британського видання Record Mirror. 1981 року вийшла його перша книга Encyclopedia Metallica, написана разом з журналістом Браяном Харріганом. Доум багато писав про гурти «нової хвилі британського важкого металу» та цікавився історією виникнення та розвитку жанру. Також деякий час Доум встиг попрацювати у виданні Metal Fury.
Наступною зупинкою журналіста став відомий журнал Kerrang!, де він став частиною редакційної колегії. Там він працював до середини 1980-х років, підтримуючи молоді метал-гурти, серед яких Metallica, Anthrax та Celtic Frost. Потім він перейшов до британського відділення журналу Metal Hammer, а невдовзі — до нового видання RAW, яке з'явилося влітку 1988 року під час фестивалю Monsters of Rock.
На початку 1990-х років Малколм Доум писав про нові гурти альтернативного року, такі як Jane's Addiction, а потім — про гранджові гурти. Деякий час Доум працював в журналі Metal Forces, аж доки 1994 року не повернувся до Kerrang! В кінці 1990-х років Доум змінив друковані публікації на роботу діджея, доєднавшися до продюсера Тоні Вілсона на радіостанції TotalRock. З усім тим, час від часу він продовжував писати статті в журнали Prog, Metal Hammer, Classic Rock та Rock Candy.
Малколм Доум помер 2021 року у віці 66 років. Серед тих, хто віддав данину пошани журналісту, були відомі рок-виконавці Iron Maiden, Тоні Айоммі, Гізер Батлер, Оззі Осборн, Ларс Ульріх, Слеш, Motley Crue, Hawkwind, Foreigner, Берні Марсден, Майк Портной, Black Star Riders, Блекі Лоулесс, Девін Таунсенд, Доро Пеш та багато інших. 